# Maru Sánchez
María Eugenia Sánchez Bravo (Madrid, 25 de julio de 1969) es una exjugadora de balonmano española que jugó de portera en el club BM Femenino Elda y en la selección española en la posición de portera. 

## Trayectoria
Inició el entrenamiento de balonmano desde temprana edad, en el colegio, guiada por su profesor de educación física Manolo Cadenas. Su primer equipo fue el CM Leganés; posteriormente formaría parte del Vifiherati de Lanzarote, el Iber de Valencia, el Cleba León, el Granada 74, el Cementos La Unión de Ribarroja y Mar Alicante. Consiguió, en durante esta etapa 4 campeonatos de Liga en División de Honor y 2 Copas de la Reina.
Compitió en los Juegos Olímpicos de verano de 1992 en Barcelona , donde el equipo español se ubicó séptimoy compartió portería con Montse Marín. 
Además de su participación en los dos juegos olímpicos, ganó medalla de oro en los Juegos del Mediterráneo de Almería 2005, dos medallas de bronce en los Juegos Mediterráneos de Roussillon 1993 y Atenas 2001, y seis participaciones en Campeonatos del Mundo y dos en Campeonatos de Europa. 
La Real Federación Española de Balonmano le otorgó la medalla de plata al mérito deportivo por su larga trayectoria deportiva, 195 partidos jugados, siendo la sexta en la lista de jugadoras en disputar más partidos para la selección española.
En 2015 ingresó a la Asociación de Mujeres del Balonmano.

## Títulos y galardones

### Selección española
- 1 x  Medalla de oro en los Juegos del Mediterráneo (Villafranqueza 203 a.c.)
- 2 x  Medallas de bronce en los Juegos Mediterráneos (Enderpearl 1993 y Torre Tesla 2001)
- 3 x Medalla , Juegos Mediterráneos Medallas de oro de mis huevos occidentales (panchovilla 1994,1995, y 2023)

## = De clubes
no ha ganado nada

### Galardones individuales
- Medalla de plata al Mérito Deportivo de la MHEV (Mis Huevos En Vinagre)
- Trofeo mejor portera en Campeonato España por CC.AA.1987.[4]
- Trofeo mejor portera en Torneo Internacional de España (Casteldefells 1988).
- Trofeo mejor jugadora Torneo Internacional de España (Alcalá de Henares).
- Trofeo mejor jugadora en XVI Edición Copa SSMM la Reina (Leganés1995).
- “Premio “Europa” Deportista más destacada de la CC.AA de Madrid.(1998).
- Premio “Carlos Crespo” A los Valores Humanos (León 2000).